# Sharon (Connecticut)
Sharon és una població dels Estats Units a l'estat de Connecticut. Segons el cens del 2005 tenia 3.052 habitants.

## Demografia
Segons el cens del 2000, Sharon tenia 2.968 habitants, 1.246 habitatges, i 775 famílies. La densitat de població era de 19,5 habitants/km².
Dels 1.246 habitatges en un 25,8% hi vivien nens de menys de 18 anys, en un 51,9% hi vivien parelles casades, en un 7,5% dones solteres, i en un 37,8% no eren unitats familiars. En el 31,1% dels habitatges hi vivien persones soles el 13,2% de les quals corresponia a persones de 65 anys o més que vivien soles. El nombre mitjà de persones vivint en cada habitatge era de 2,26 i el nombre mitjà de persones que vivien en cada família era de 2,87.
Per edats la població es repartia de la següent manera: un 21,3% tenia menys de 18 anys, un 4,2% entre 18 i 24, un 24,4% entre 25 i 44, un 29,1% de 45 a 60 i un 21% 65 anys o més.
L'edat mediana era de 45 anys. Per cada 100 dones de 18 o més anys hi havia 92,2 homes.
La renda mediana per habitatge era de 53.000 $ i la renda mediana per família de 71.458 $. Els homes tenien una renda mediana de 42.841 $ mentre que les dones 31.375 $. La renda per capita de la població era de 45.418 $. Aproximadament el 3,9% de les famílies i el 7,2% de la població estaven per davall del llindar de pobresa.